# تفجير مقديشو أكتوبر 2017
في 14 أكتوبر 2017، وقع تفجير شاحنة في العاصمة الصومالية مقديشو. تسبب التفجير في مقتل 512 شخصًا على الأقل، وجرح حوالي 400 آخرين. وفي اليوم نفسه وقع تفجير آخر بسيارة أيضًا أسفر عن مقتل شخصين.
أعلن الرئيس محمد عبد الله محمد حالة الحداد لمدة 3 أيام. واتهم في بيان متلفز عناصر من تنظيم الشباب الصومالي بتنفيذ هذا التفجير.
وقع هذا الحادث بعد يومين من استقالة وزير الدفاع عبد الرشيد عبد الله محمد وقائد الجيش أحمد جمعالي جيدي من منصبيهما، وبعد يوم واحد من زيارة قائد القيادة العسكرية الأمريكية في إفريقيا إلى مقديشو.
نقلت كل من قطر وتركيا أعدادًا من المصابين في الانفجار للعلاج في الدولتين، كما أرسلت تركيا طائرة محملة بأدوية ومعدات طبية.